# Fünfkirchen (Adelsgeschlecht)

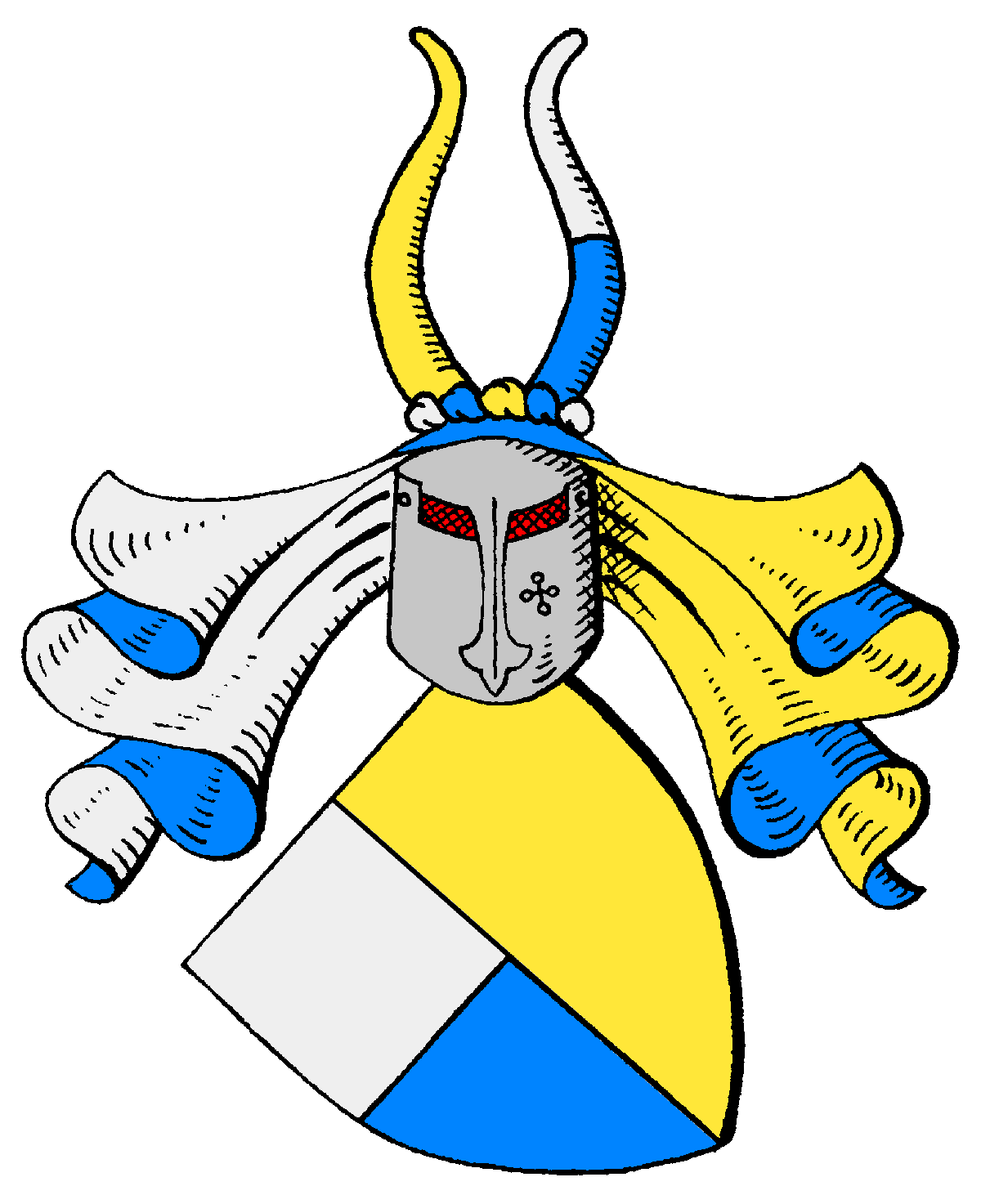
Stammwappen derer von Fünfkirchen

Fünfkirchen ist der Name eines alten niederösterreichischen Adelsgeschlechts, das 1970 im Mannesstamm erloschen ist.

## Familiengeschichte

### Ursprung der Familie
Das Geschlecht ist bis ins 13. Jahrhundert nachweisbar, seine Vorfahren flüchteten 1241 vor dem Mongoleneinfall aus Fünfkirchen/Pécs nach Wien. 1275 scheint ein Leopold Fünfkircher als bürgerlicher Münzmeister und Richter in Wien auf, 1310 findet sich ein Udalricus Fünfkirchen in Falkenstein.
Erstmals urkundlich erscheint die Familie am 12. Mai 1364 mit Bernhard und seinem Sohn Erasmus (1334–1400) von Fünfkirchen, Lehensträger zu Mistelbach und Steinabrunn, mit denen auch die sichere Stammreihe beginnt. Philipp (1355–1432) erweitert den Besitz und steigt in den Ritterstand auf, seine Nachkommen dehnen den Grundbesitz weiter aus. Ab spätestens 1419 haben sie die 1458 zerstörte Burg Steinebrunn inne.
Um 1500 zählen die Fünfkirchen zu den mächtigsten Grundherren im Weinviertel. Neben dem Stammsitz Steinebrunn gehören der Familie Güter in Neuruppersdorf, Ottenthal, Stützenhofen, Fallbach und Poysbrunn. Kaiser Friedrich III. belehnt sie mit Burg und Mühle Laa an der Thaya und setzt sie als Pfleger der landesfürstlichen Burg Falkenstein ein.

### Die Fünfkirchen und die Reformation

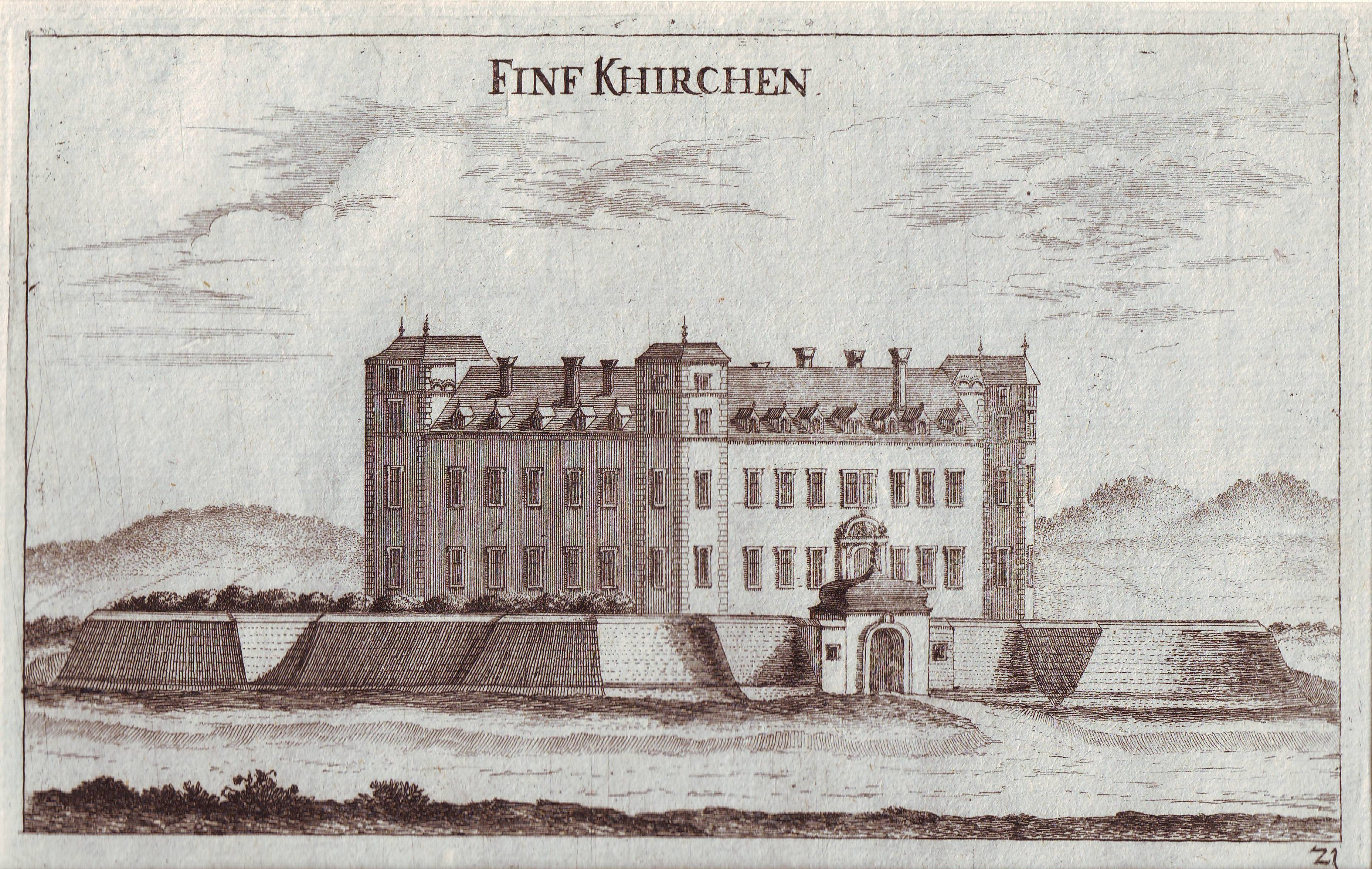
Schloss Fünfkirchen in Steinebrunn (17. Jh.), von Georg Matthäus Vischer

Die Fünfkirchen traten früh zum Protestantismus über. Hans III. von Fünfkirchen unterstützte die Täufer. Mit der einsetzenden Gegenreformation geriet er in Opposition zum Landesfürsten. Nach dem Tod Hans III. 1571 verloren die Fünfkirchen die Pflegschaft auf Burg Falkenstein und das Verwaltungszentrum der Region fiel an die Trautson.
Johann Bernhard von Fünfkirchen kämpft im Türkenkrieg an der Seite Rudolf II., der Kaiser verleiht ihm für seine Verdienste den Titel Freiherr. Johann Bernhard beginnt in Steinebrunn ab 1602 mit dem Bau des neuen Schlosses Fünfkirchen. Johann Bernhard ist eifriger Protestant und unterstützt 1618 den Aufstand der böhmischen Stände gegen die katholischen Habsburger, der Überlieferung nach beteiligt er sich eigenhändig am Prager Fenstersturz. Nach der Schlacht am Weißen Berg 1620 werden seine Güter eingezogen und er zu lebenslanger Festungshaft verurteilt.
Durch Vermittlung ihres Onkels Rudolf von Tiefenbach (oder Teuffenbach) erhalten Johann Bernhards Söhne, inzwischen wieder zum Katholizismus konvertiert, einige Familiengüter und das Stammschloss Fünfkirchen in Steinebrunn zurück.

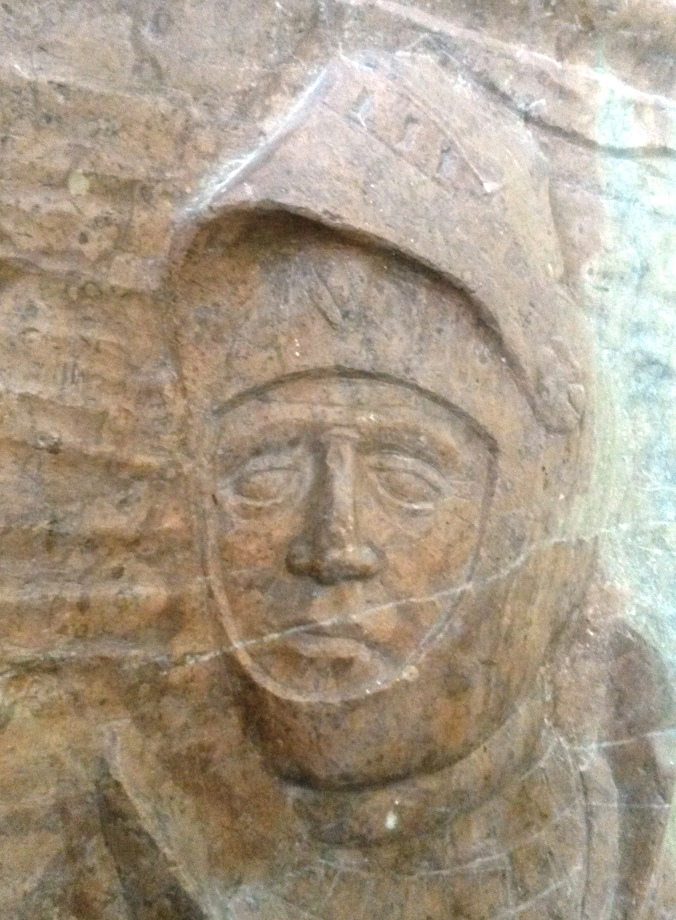
Epitaph eines Fünfkirchen in der Pfarrkirche Poysbrunn
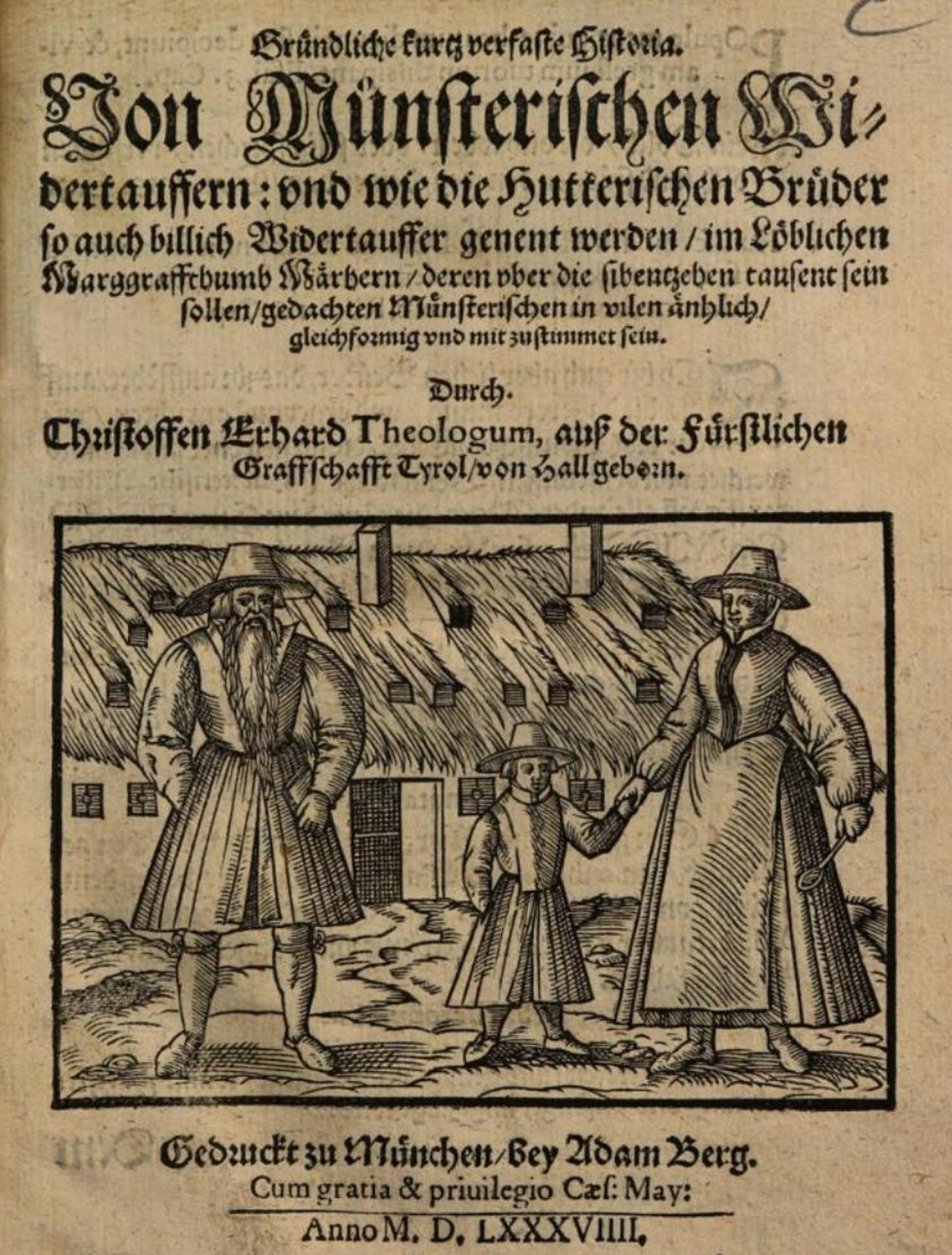
Darstellung einer Täuferfamilie, 16. Jhdt.
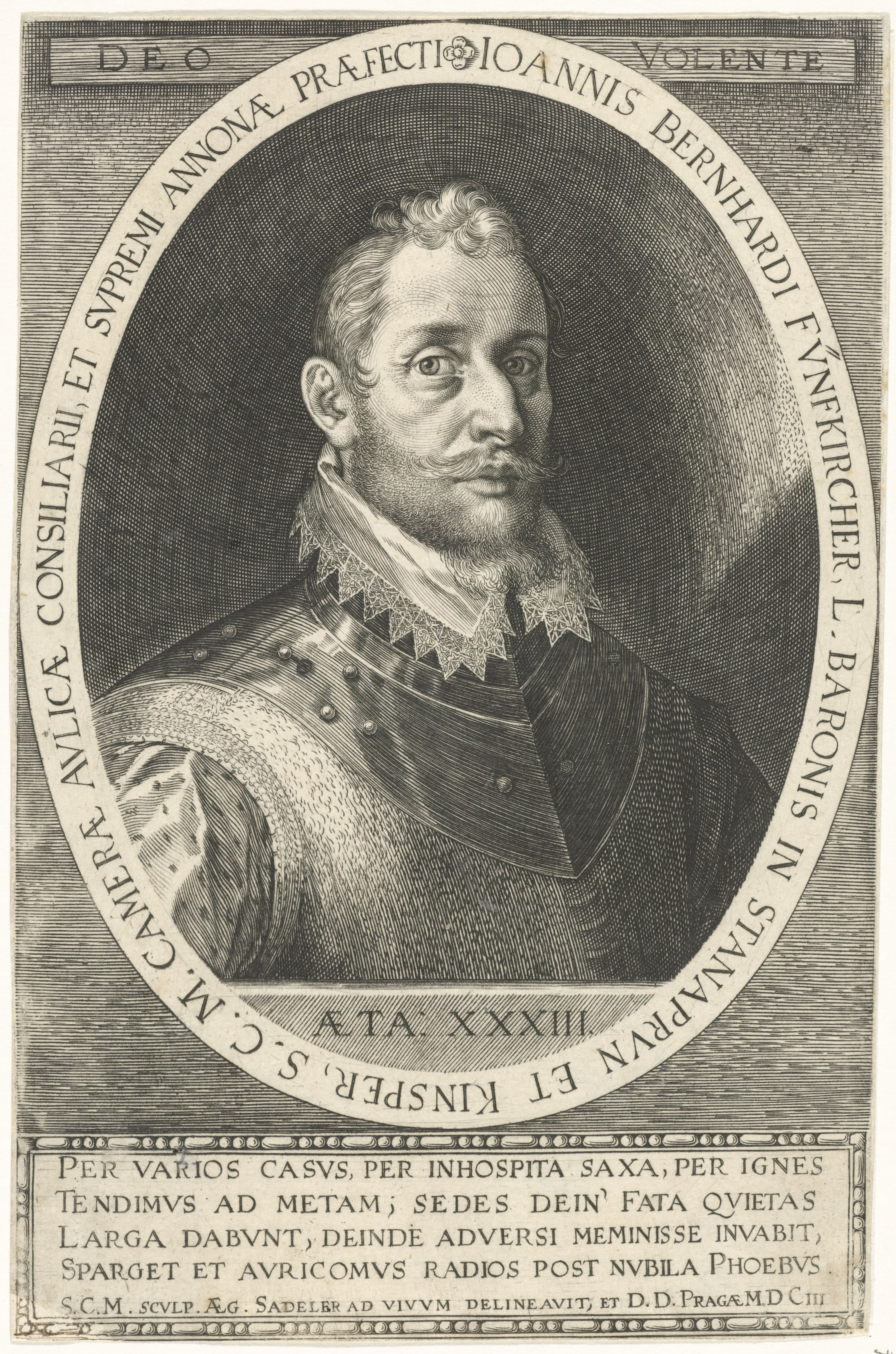
Johann Bernhard von Fünfkirchen, erster Freiherr der Familie, Teilnehmer am Prager Fenstersturz
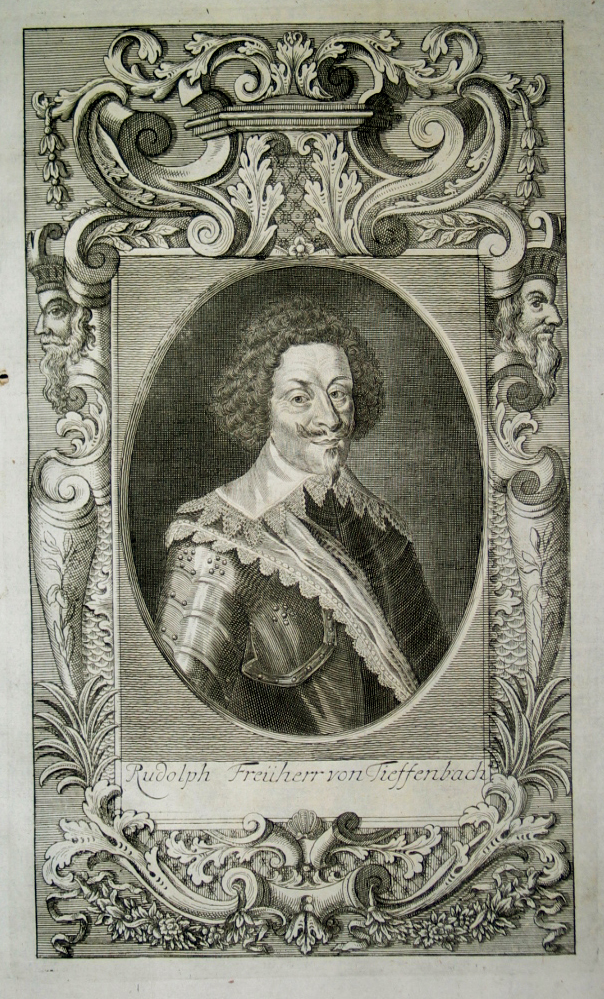
Rudolf von Teuffenbach, Schwager von Johann Bernhard

### Die Grafen Fünfkirchen
Nach 1650 etablieren sich die Fünfkirchner am kaiserlichen Hof in Wien. 1698 erhebt Kaiser Leopold I. Johann Bernhard II. von Fünfkirchen in den erblichen Grafenstand. Graf Johann Adam ließ im ersten Viertel des 18. Jahrhunderts das Schloss Fünfkirchen barock umgestalten. 1805 übernachtete Napoleon im Schloss. Bis zum Ende der Monarchie dienen die Grafen Fünfkirchen den Habsburgern als höhere Beamte. Als eines von 64 gräflichen Geschlechtern hatte es einen Sitz im Herrenhaus, dem Oberhaus des österreichischen Reichsrates.
Der Mannesstamm der Fünfkirchner starb mit Hans Graf von Fünfkirchen (1889–1970) aus. Dessen Schwester Caroline von Fünfkirchen (1890–1980), die letzte Regentin des Savoyschen Damenstifts in der Johannesgasse in Wien, gab den Namen durch Adoption an Michael Graf Piatti-Fünfkirchen (* 1955) weiter, der den Waldbesitz vom Stutenhof in Pottenhofen aus bewirtschaftet, inzwischen als grenzüberschreitende biologische Landwirtschaft zwischen Österreich und Tschechien. Das Schloss Fünfkirchen wurde 1970 verkauft.

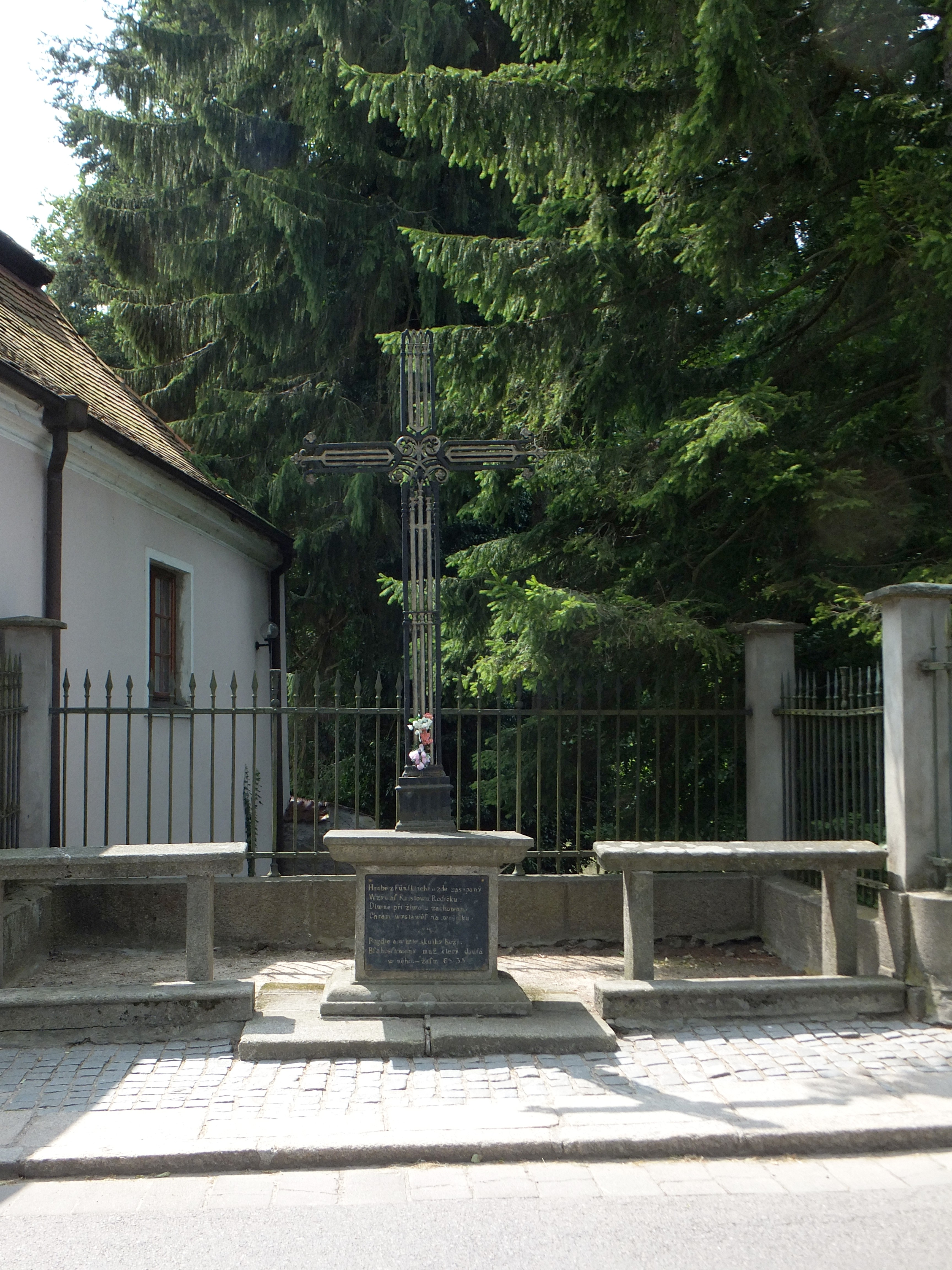
Fünfkirchenkreuz, gestiftet 1741 in der Herrschaft Chlumetz
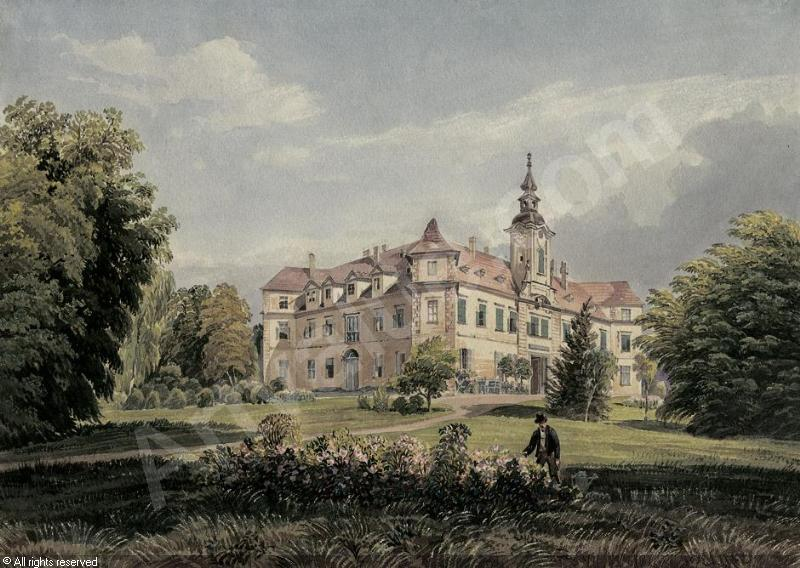
Ansicht von Schloss Fünfkirchen um 1850
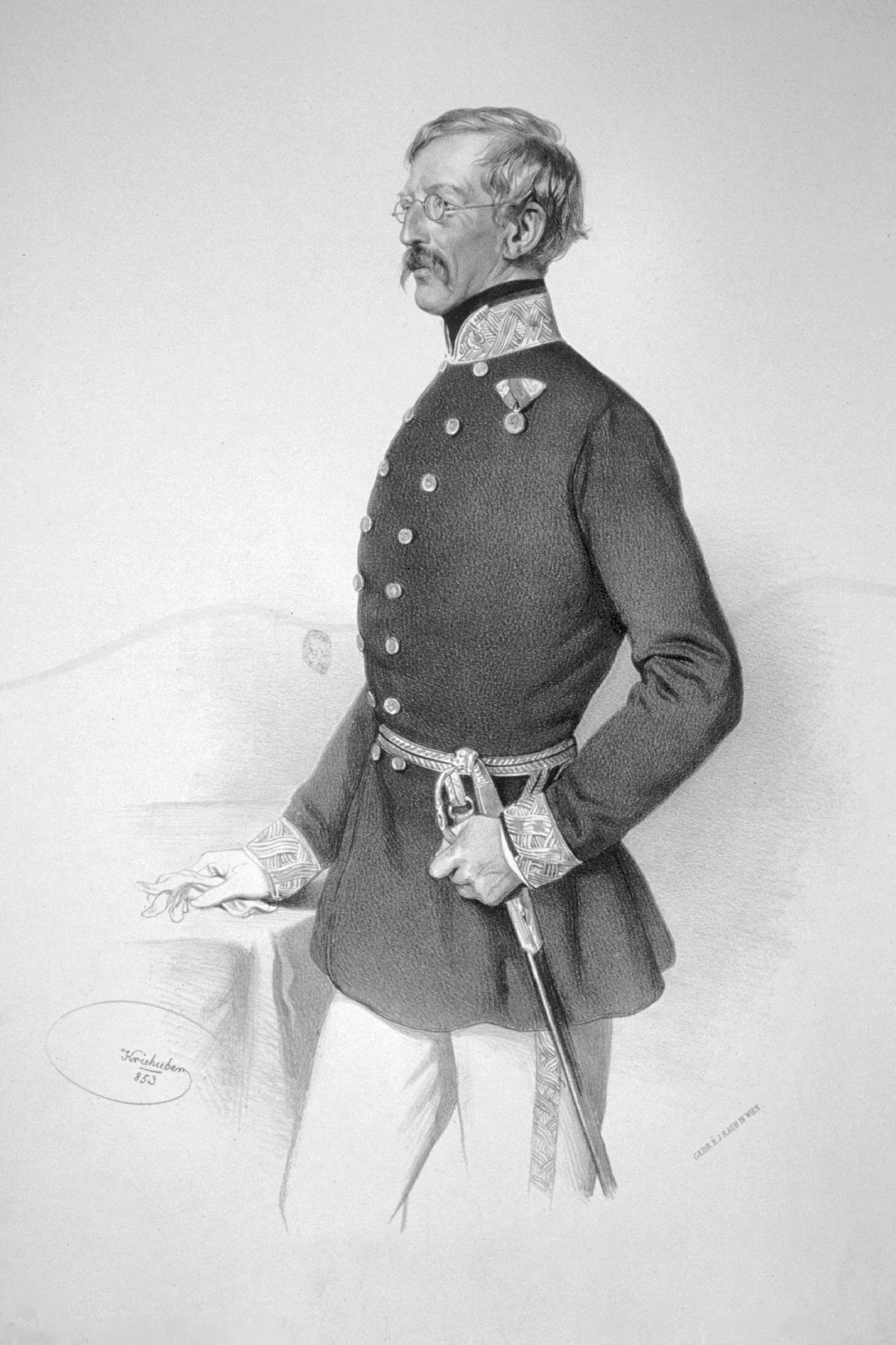
Graf Otto Fünfkirchen, 1853
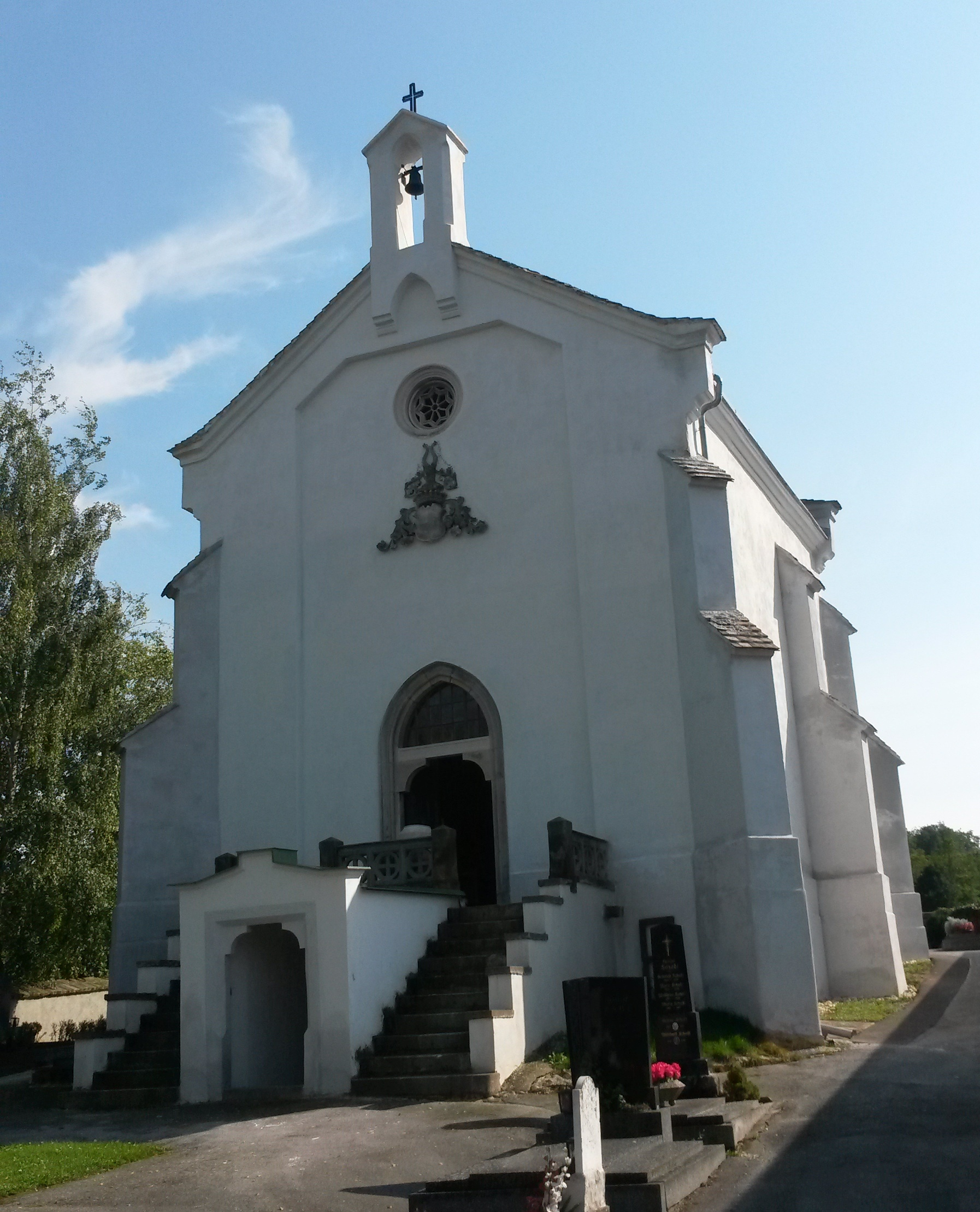
Familiengruft der Fünfkircher in Stützenhofen, errichtet im Auftrag von Graf Otto Franz Fünfkirchen
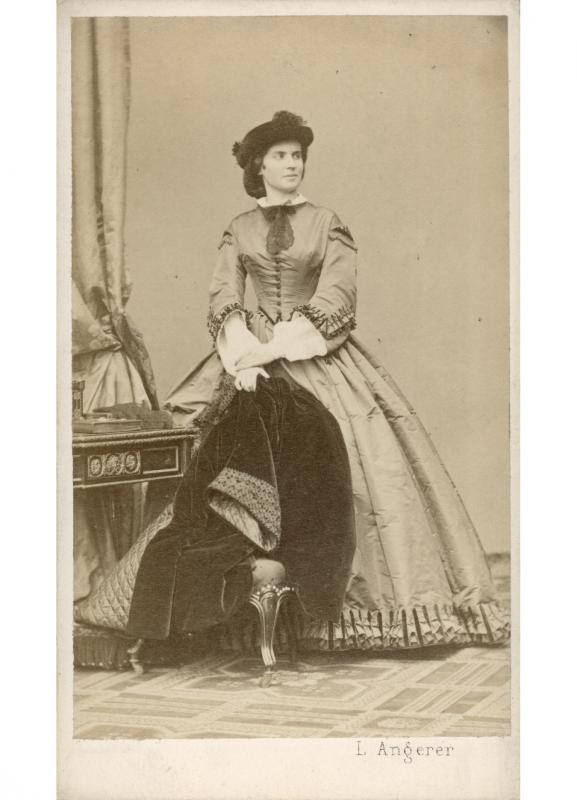
Gräfin Aloysia Fünfkirchen, um 1865

## Stammliste
- Wernhard (Bernhard) Fünfkirchen († 1364)
  - Erasmus Fünfkirchen (* 1334, † 1400) ⚭ Katharina Truchsess von Utzendorf
    - Philipp von Fünfkirchen (* 1355, † 1433) ⚭ Ursula Hartinger von Hardtingsmaur
      - Martin von Fünfkirchen (* 1402, † 1458)

### Ritter und Freiherrn von Fünfkirchen
- Martin von Fünfkirchen (* 1402; † 1458), erweiterte den Besitz in Steinebrunn um die Vesten in Stützenhofen und Neuruppersdorf. Bis heute hat sich sein Epitaph in der Pfarrkirche Stützenhofen erhalten.
  - Hans von Fünfkirchen (* 1455, † 1479)
  - Veit von Fünfkirchen († 1513), Sohn des Martins, wird 1480 mit der Burg Laa, 1507 mit Burg Falkenstein belehnt.
    - Hans III von Fünfkirchen (* 1502; † 1571), Sohn des Veit, verheiratet mit Gräfin Borbála von Thurzo von Bethlenfalva (*Augsburg 1534; † 1597), Tochter des Bernhard I. Thurzo aus der reichen Familie Thurzo und Verwandten von Ulrich Fugger[4]. Hans III. Fünfkirchen war eifriger Unterstützer der Reformation und begünstigte die Täuferbewegung. 1539 wird der in seinem Herrschaftsgebiet liegende Brüderhof in Steinebrunn von Truppen König Ferdinands I. überfallen.[5] 1542 nimmt er unter dem Befehl von Kurfürst Joachim II. von Brandenburg an der Belagerung von Pest teil. Wie sein Vater wird Hans mit Falkenstein belehnt und lebt überwiegend auf Burg Falkenstein und im benachbarten Poysbrunn. Er liegt in der Pfarrkirche von Poysbrunn begraben.
      - Johann Bernhard von Fünfkirchen (* Wien 1560; † Zbirof 1626/35), Sohn des Hans, verheiratet mit Barbara von Teuffenbach-Maierhofen. 1601 wird er zum Proviantmeister im Feldzug gegen die Türken ernannt, zum Dank dafür 1602 von Kaiser Rudolf II. in den Freiherrenstand erhoben. Im Bruderzwist stellt er sich auf die Seite Rudolfs II. und zieht sich nach dessen Niederlage nach Böhmen zurück. Er beteiligt sich aktiv am Prager Fenstersturz. Nach der Schlacht am Weißen Berg wird er zum Tode verurteilt und seine Güter werden eingezogen. Später zur Festungshaft begnadigt stirbt er 1626 auf Burg Zbirof.
        - Johann Christoph (* 1600; † 1629), trat zum katholischen Glauben über und kämpfte im Regiment Friedland unter Wallenstein. 1620, noch zu Lebzeiten seines Vaters, reichte er eine Eingabe zur Rückgabe der konfiszierten Güter bei Kaiser Ferdinand II. ein, die abgelehnt wurde. Er starb unvermählt und wurde in der Wiener Minoritenkirche beigesetzt.
        - Johann Sigismund (* 1605; † 21. April 1650), Sohn des Johann Bernhard, verheiratet mit Anna Polyxena Elisabeth Freiin von Schäffenberg (* Wien 31. August 1617; † Wien 15. Februar 1658). Von 1627 bis 1629 dient er in der Leibgarde des Prinzen Friedrich Heinrich von Oranien. 1629 erwirbt er die Herrschaft Matzen. Johann Sigismund trat zum Katholizismus über und konnte durch Unterstützung seines Onkels Rudolf von Teuffenbach 1647 den Großteil der 1620 eingezogenen Familiengüter zurückerhalten und verwandelt diese in ein Majorat.
          - Graf Johann Bernhard II. von Fünfkirchen (* 1644; † Wien 12. März 1700), Sohn des Johann Sigismund wurde 1698 von Kaiser Leopold I. in den erblichen Grafenstand erhoben. Seine Tochter Maria Theresia († 1729), verheiratet mit Franz Ferdinand Kinsky erbt die Herrschaft Matzen, diese fällt an die gemeinsamen Nachkommen. Grafentitel und Majorat gehen an seinen Neffen Johann Leopold von Fünfkirchen.
          - Johann Ernst (* 1634; † 1694), Sohn des Johann Sigismund, verheiratet mit Gräfin Maria Theresia Slavata (* 1656 † 28. April 1699) – der Enkel eines Teilnehmers am Prager Fenstersturz war mit der Tochter des damals aus dem Fenster geworfenen Grafen Wilhelm Slavata verheiratet. Seine Frau bringt die Herrschaft Chlumetz in die Ehe ein.
            - Graf Johann Leopold Ernst von Fünfkirchen (* 1665; † 1730)

### Grafen Fünfkirchen
- Graf Johann Leopold Ernst von Fünfkirchen (* 1665; † 1730), Sohn des Johann Ernst ⚭ Gräfin Maria Esther Anna Paar (* 1668; † 29. Juni 1725). Er beerbte seinen in den Grafenstand erhobenen Onkel Johann Bernhard und Herrschaft und Schloss Steinebrunn, von seiner Mutter Maria Theresia Slavata erhielt er die Herrschaft Chlumetz.
  - Graf Johann Adam (* 1696; † 1748), Majoratsherr, ab 1738 Oberkommissar des Viertels unter dem Manhartsberg.
  - Graf Johann Franz (* 17. August 1709; † 7. August 1782) ⚭ Gräfin Katharina Antonie Desfours (* Prag 30. April 1710; † Wien 25. Februar 1751). Johann Franz beschäftigte den Komponisten Adalbert Gyrowetz an seinem Hof.
    - Graf Johann Ferdinand (* 28. Juni 1741; † Brno 7. Februar 1789) ⚭ Gräfin Genoveva della Rovere de Monte l’Abbate (* 28. August 1741 † Wien 9. Dezember 1810)
      - Amalia (* 12. März 1776) ⚭ Alexander Freiherr von Loudon
      - Graf Johann Franz de Paula (* 26. Mai 1777; † 31. Mai 1815), Sohn des Johann Ferdinand, verheiratet mit Freiin Sophie op dem Hamme genannt Schoeppingk (* Mitau 4. August 1780 † Wien 15. August 1844) aus einem kurländischen Adelsgeschlecht, die Komponisten Ignaz von Seyfried und Johann Peter Pixis aus dem Umkreis von Ludwig van Beethoven widmeten ihr Musikstücke.[6] 1809 beherbergt er Napoleon auf seinem Stammschloss in Steinebrunn.[7]
        - Otto Franz, Graf von und zu Fünfkirchen (* Steinebrunn 19. März 1800; † Wien 6. April 1872) ⚭ Aloysia von Wurmbrand-Stuppach (* Wien 18. Jänner 1802; † Wien 5. April 1870), Landespräsident von Salzburg.
          - Graf Franz Klemens (* Brno 26. Mai 1827; † Graz 17. Mai 1902) ⚭ Gräfin Ferdinande Joseph Brigido (* Wien 12. April 1840; † Wien 27. Mai 1886), Mitglied des Herrenhauses.
            - Graf Otto Dionysius (* Sopron 5. September 1859; † Wien 30. Oktober 1946) ⚭ Paula von Rechberg und Rothenlöwen (* Althart 13. Dezember 1865; † Steinebrunn 15. Mai 1942)
              - Dr. Hans Bernhard Fünfkirchen (* Linz 18. Mai 1889; † Steinebrunn 24. Dezember 1970) ⚭ Elisabeth Weiner (* 1890)
              - Karolina Fünfkirchen (Wien, * 28. April 1891; † Wien 8. Juli 1980). Karoline Fünfkirchen war die letzte Regentin des Savoyschen Damenstift in Wien. Sie adoptierte Michael Graf Piatti-Fünfkirchen (* 1955) um den Familiennamen zu erhalten.
              - Franz de Paula Fünfkirchen (* Linz 10. August 1892 † Steinebrunn, 16. Februar 1965), 1.⚭ Gräfin Erika Sofie von Henckel-Donnersmarck (* 15. März 1900; † Parsch bei Salzburg 9. März 1974), 2.⚭ Elisabeth Robinson (* 1903 † 1965)
                - Eleonore Fünfkirchen (* Pardubice, 15. Februar 1922; † Wien 17. Mai 1982), aus einer Verbindung entstammen ihre Kinder Wolfgang (* 1967) und Sonja Andrea (* 1965) Fünfkirchen

          - Graf Heinrich von Fünfkirchen (* 25. Jänner 1830; † 2. Jänner 1885), Sohn des Otto Franz, verheiratet mit Aloysia von und zu Liechtenstein (* 13. August 1838; † 17. April 1920)

        - Franziska Gräfin Fünfkirchen (1801–1870) ⚭ Graf Georg von Stockau (1806–1865)
          - Friedrich Graf Stockau (1832–1884) ⚭ Mathilde Gräfin Chorinsky
            - Marie Therese Gräfin Stockau (1859–1949) ⚭ Aristide Baltazzi (1853–1914)

          - Georg Graf Stockau (1837–1922) ⚭ Evelyne Baltazzi (1854–1901). Gemeinsam mit seinem Schwager Alexander Baltazzi holte er den Leichnam seiner Nichte Mary Vetsera aus Mayerling ab.[8]

    - Johann Franz de Paula von Fünfkirchen zu Chlumetz (* 16. November 1745; † 26. Mai 1807) erbt von seinem Vater Grafen Johann Franz die Herrschaft Chlumetz und begründet die Chlumetzer Linie
      - Friedrich Dominik von Fünfkirchen zu Chlumetz (* 29. Mai 1805; † Friedstein 13. August 1867), verkauft die mährischen Güter und erwirbt die Herrschaft und Schloss Friedstein in der Stainach.[9]
        - Ernst von Fünfkirchen zu Chlumetz (* Friedstein 10. September 1837; † Baden 26. Mai 1872) kämpft mit Kaiser Maximilian in Mexiko.[10]

## Besitzungen

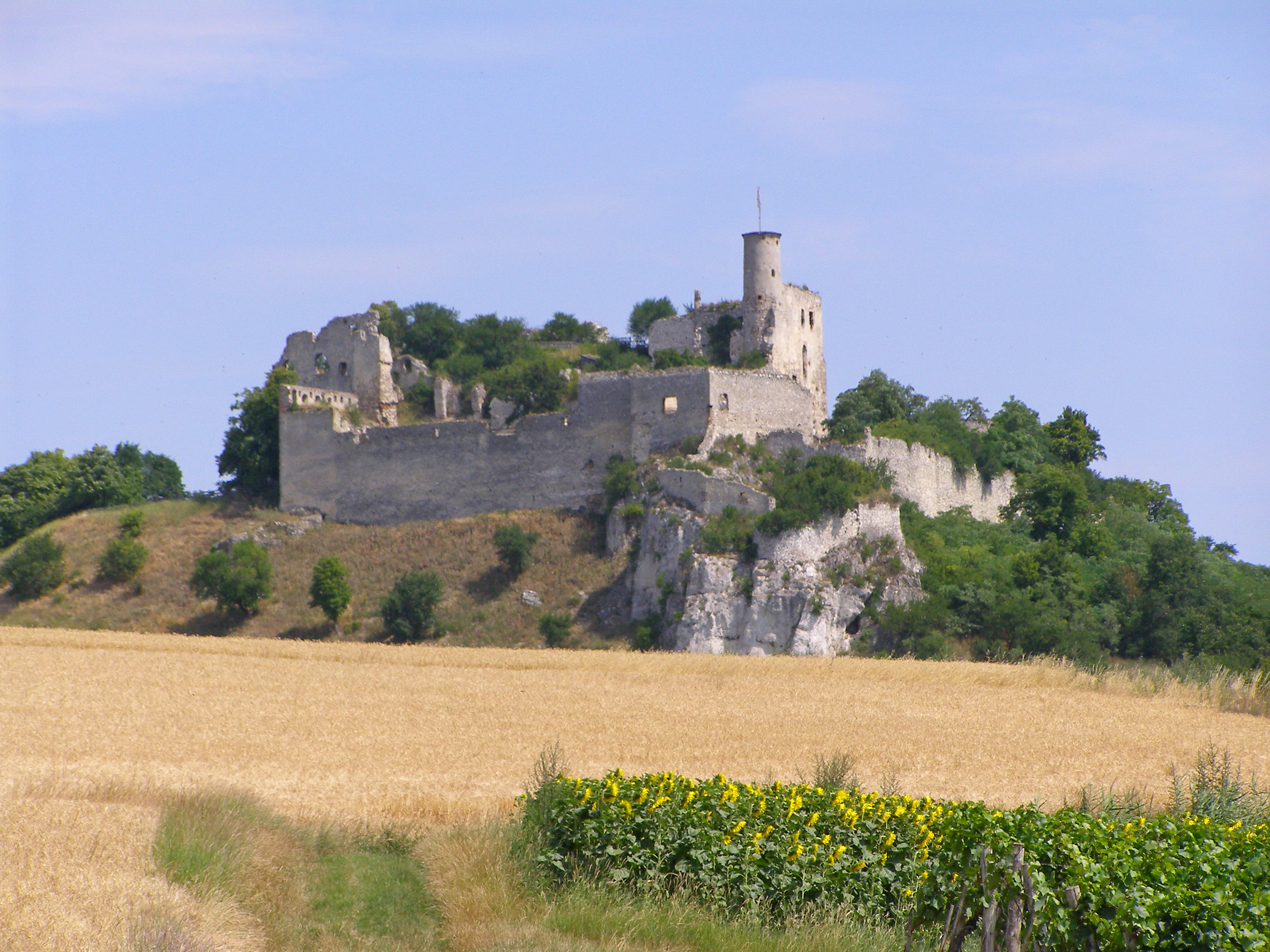
Von 1507 bis 1571 hatten die Fünfkirchen die Pflegschaft der Burg Falkenstein inne, dann ging diese an die Trautson.
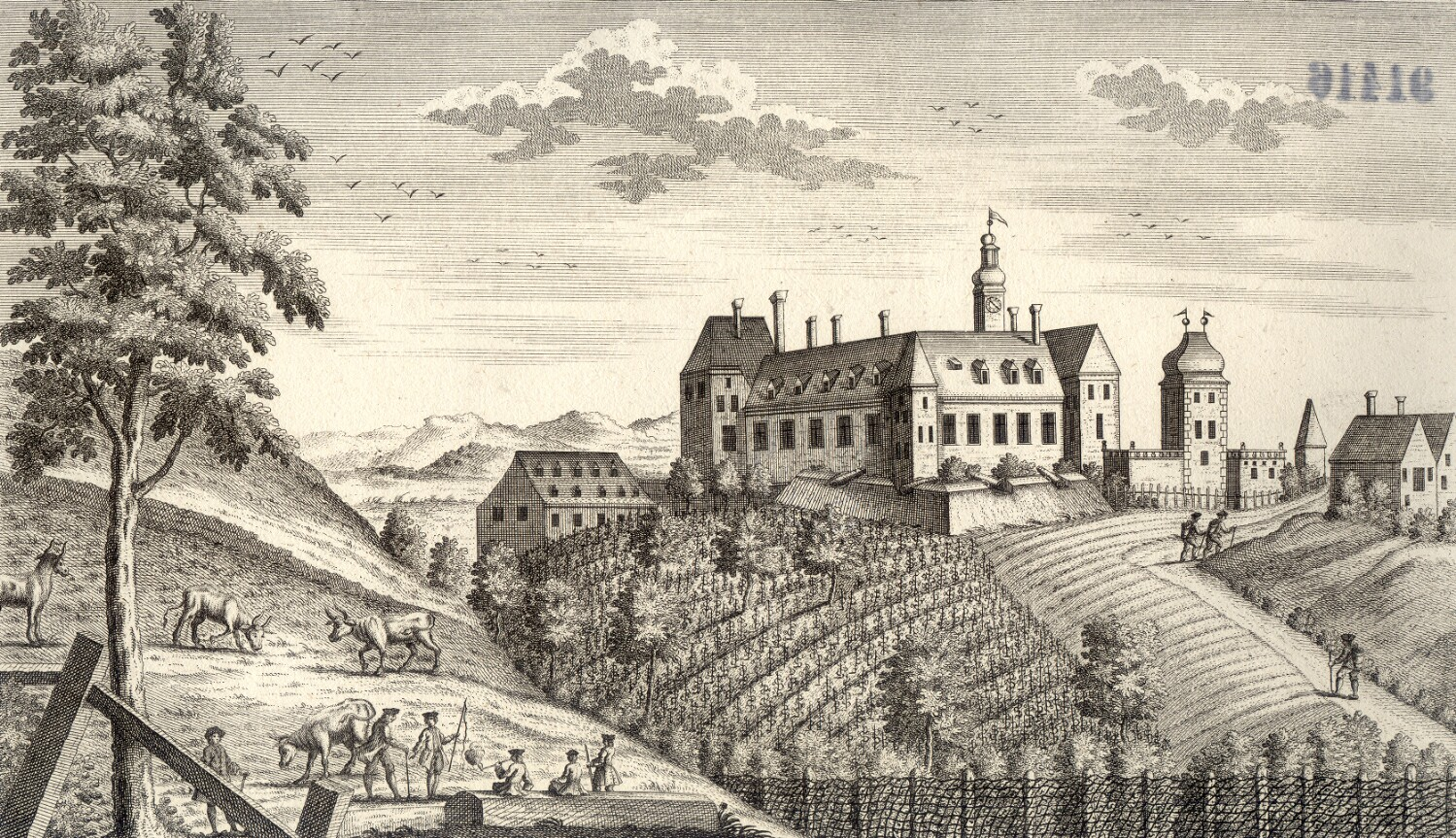
Schloss Fünfkirchen, Stammsitz der Familie von 1603 bis 1970.
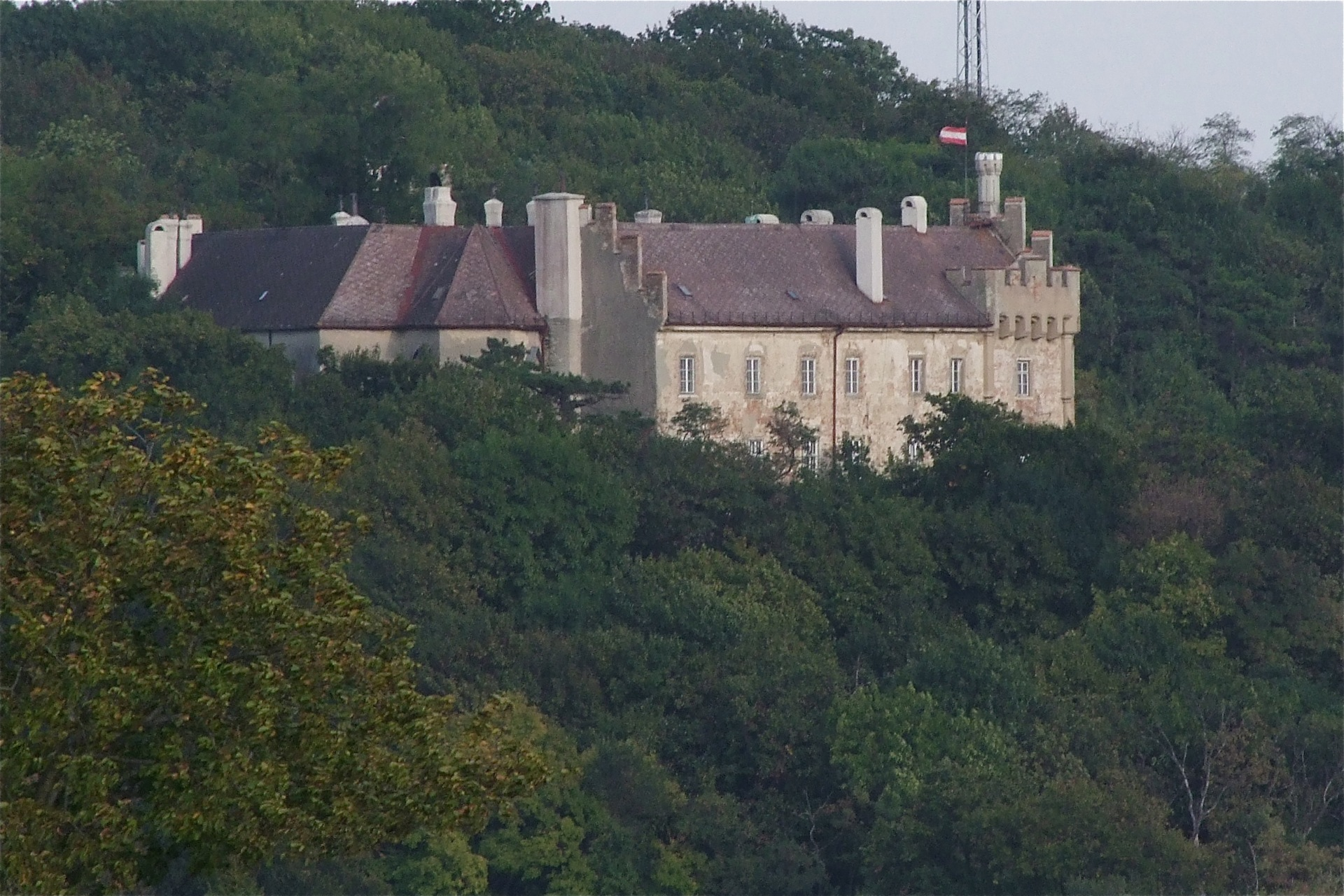
Schloss Matzen war von 1629 bis 1726 im Besitz der Fünfkirchen, dann durch Erbschaft an die Kinsky
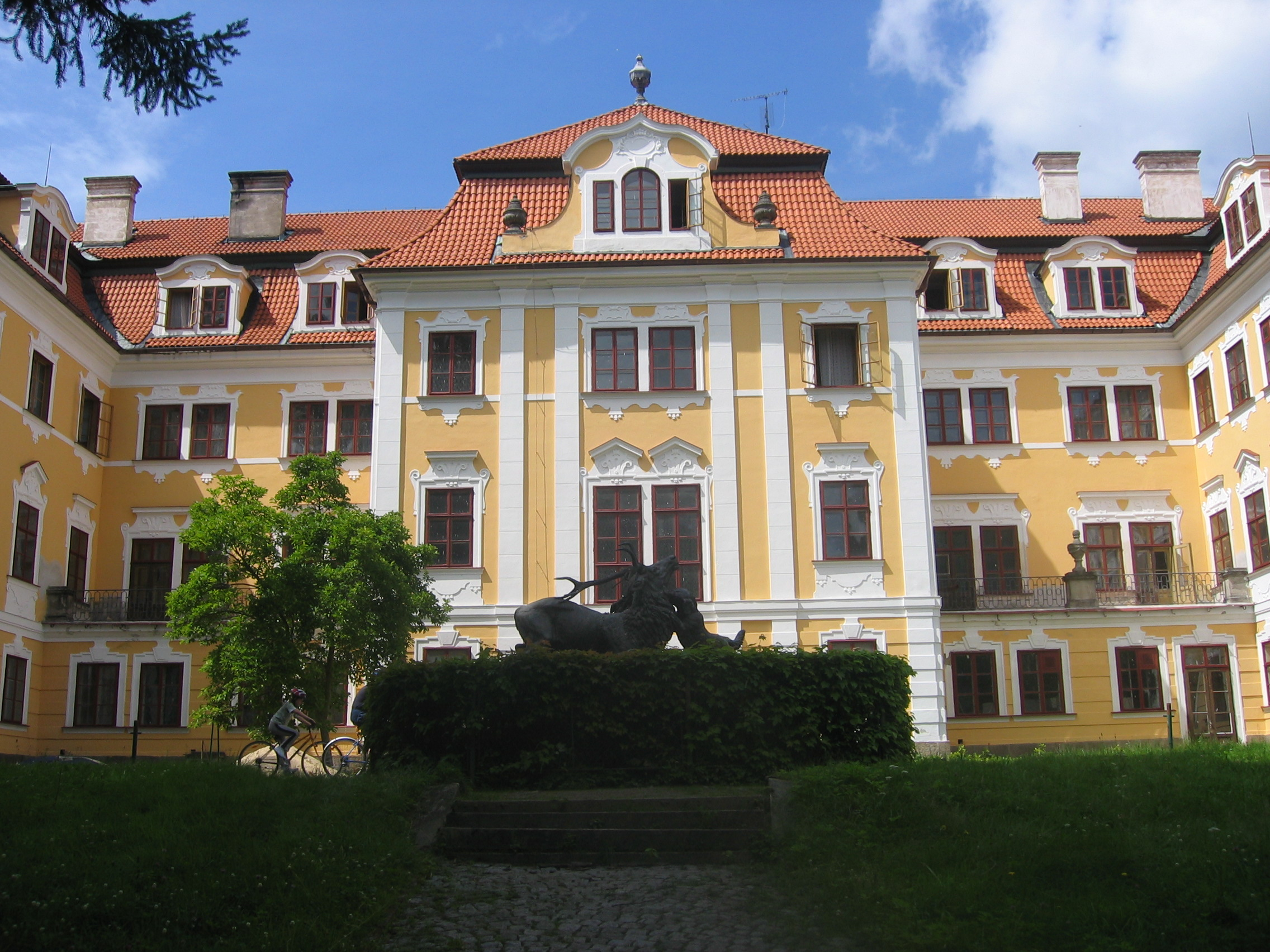
Schloss Chlumetz 1710 von Graf Johann Leopold Fünfkirchen erbaut, ab 1782 Sitz der Chlumetzer Linie, 1834 an die Familie Stadion verkauft.
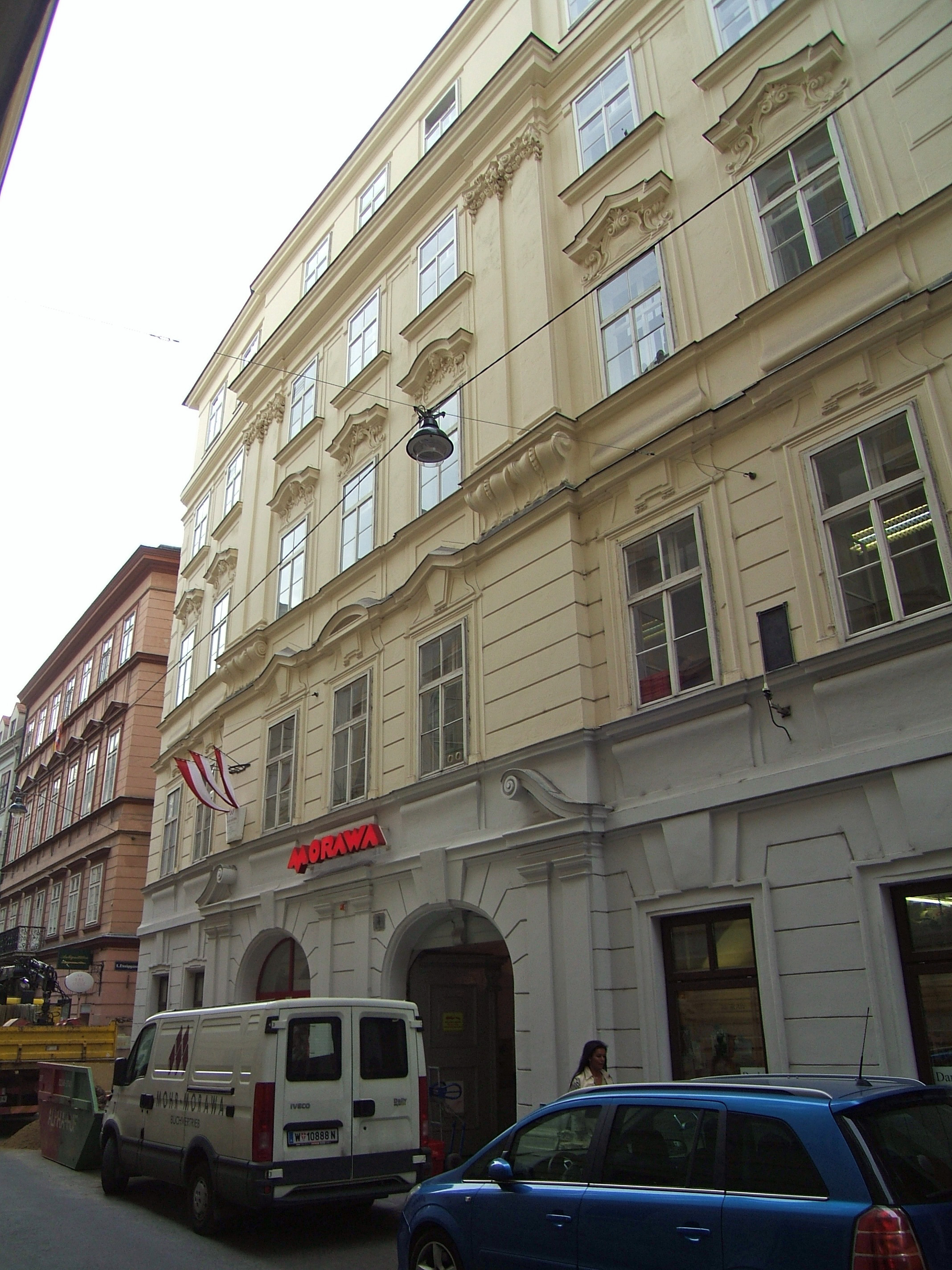
Fünfkirchner Haus in der Wiener Bäckerstraße. 1722 von den Fünfkirchner zum Adelspalais umgebaut, kurze Zeit danach an Karl von Seitern verkauft.

## Grablegen
Die wichtigste Grablege der Familie Fünfkirchen ist der Ort Stützenhofen, sowohl die Pfarrkirche als auch die Gruftkapelle im nahe gelegenen Friedhof. Im 15. und 16. Jahrhundert diente die Pfarrkirche von Poysbrunn als Grablege. Die von Graf Johann Bernhard II. von Fünfkirchen (1644–1700) gestiftete Familiengruft in der Wiener Augustinerkirche wurde 1784 beim Kirchenumbau zerstört.

Grabplatte Martins von Fünfkirchen († 1458) in der Kirche von Stützenhofen
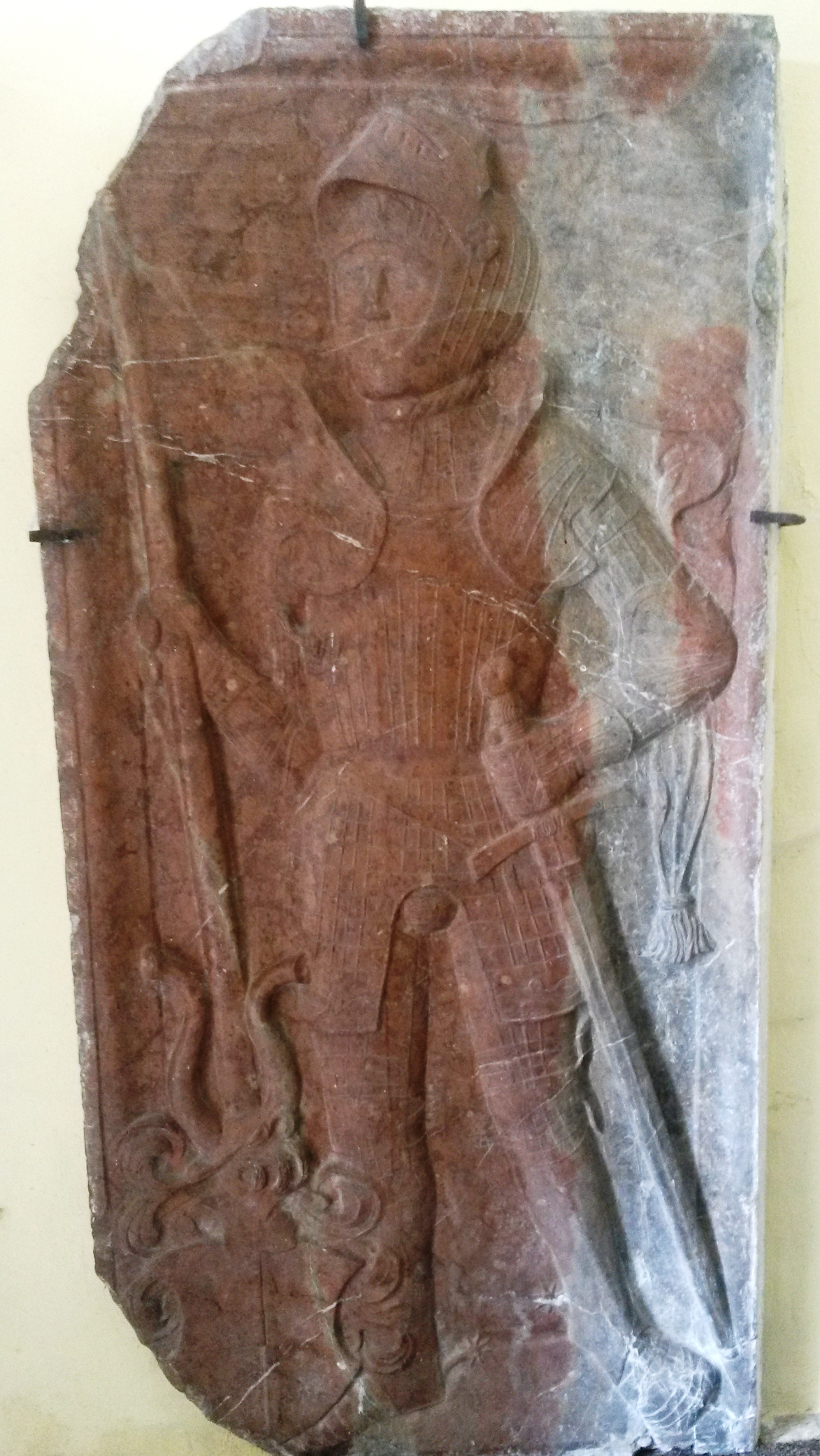
Epitaph, wahrscheinlich Hans von Fünfkirchen († 1479), in der Pfarrkirche Poysbrunn
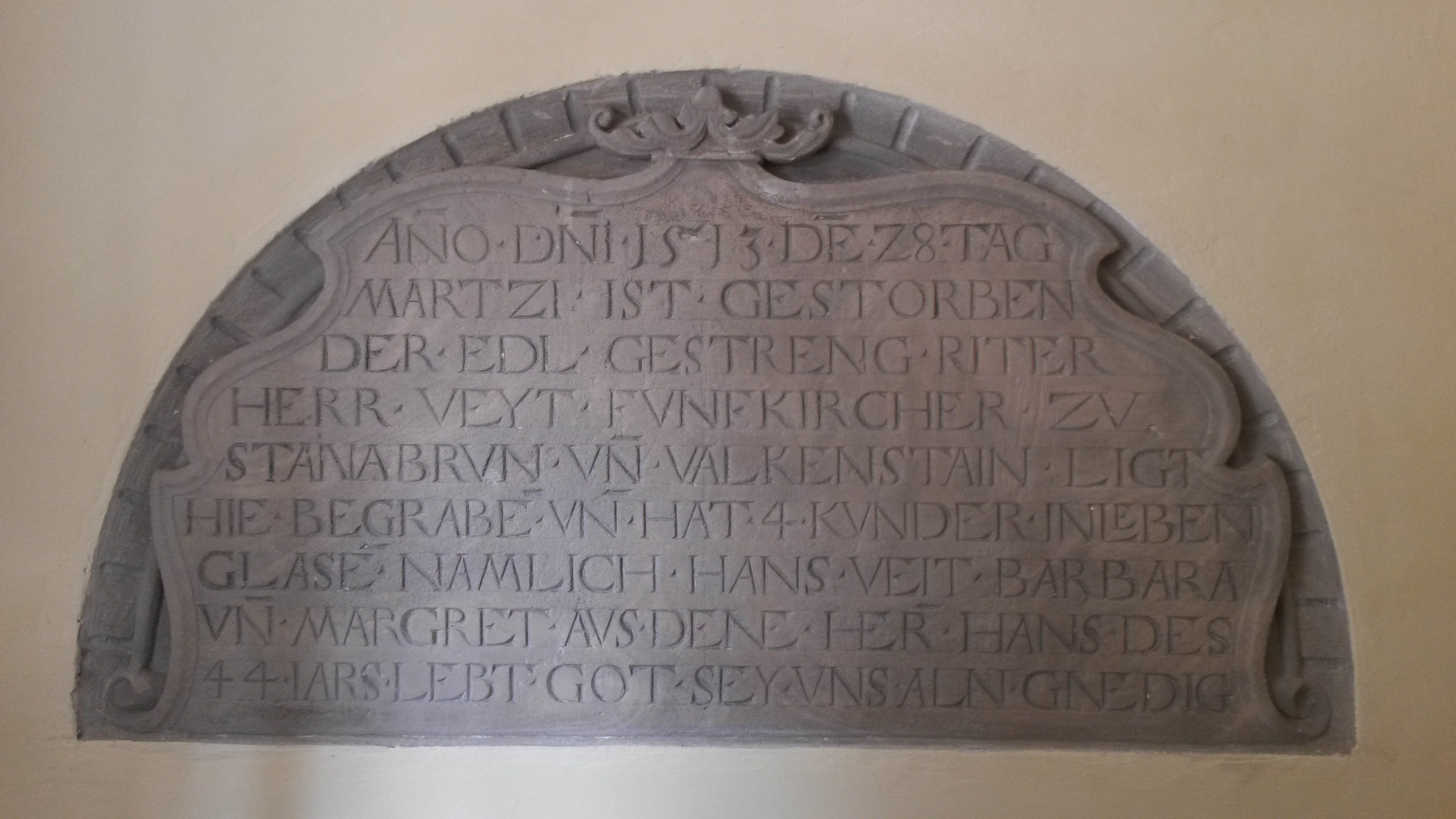
Renaissanceepitaph Veit von Fünfkirchen († 1513) in Poysbrunn
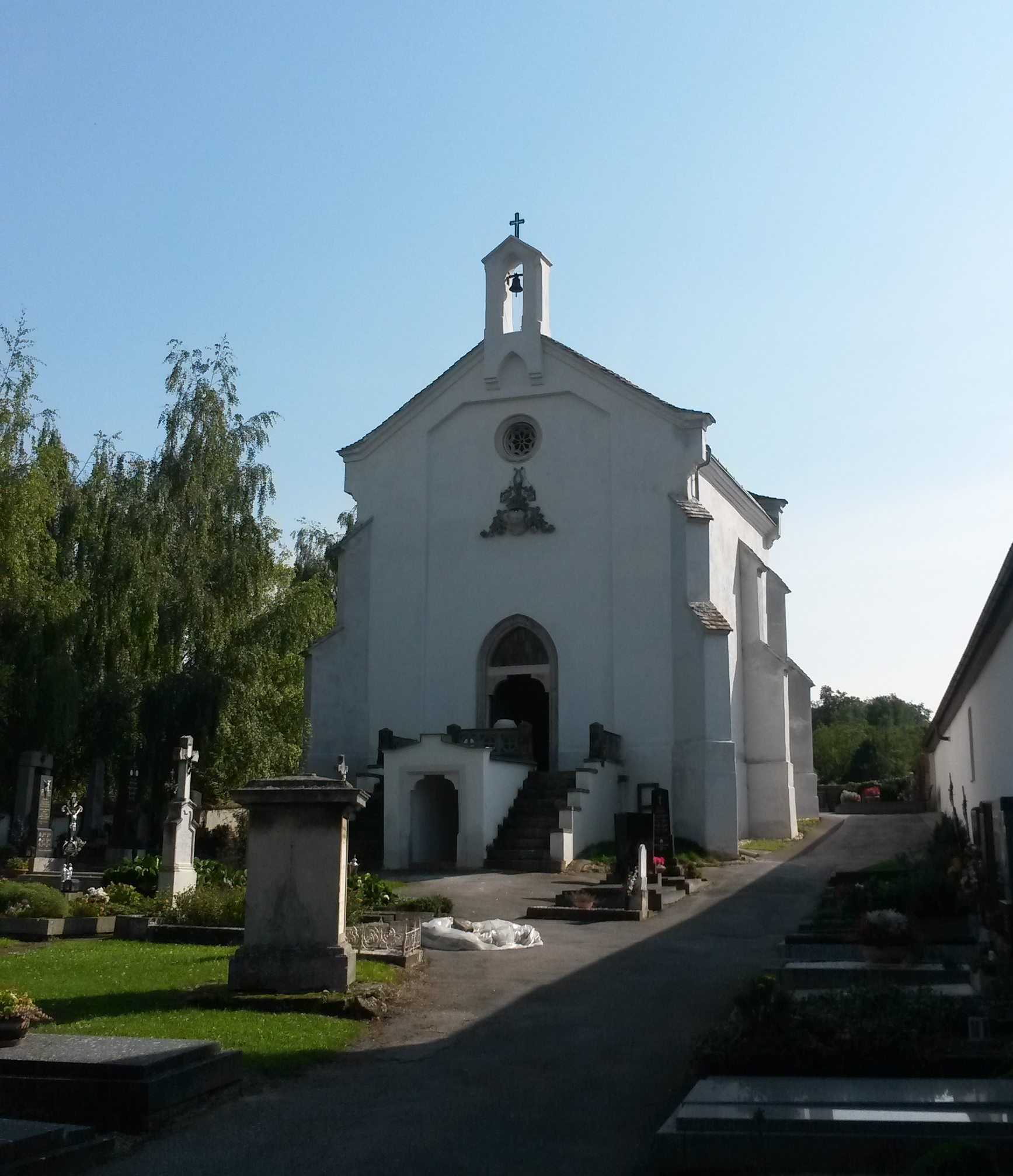
Gruftkapelle der Grafen Fünfkirchen in Stützenhofen, erbaut 1870 im Auftrag von Graf Otto Franz.
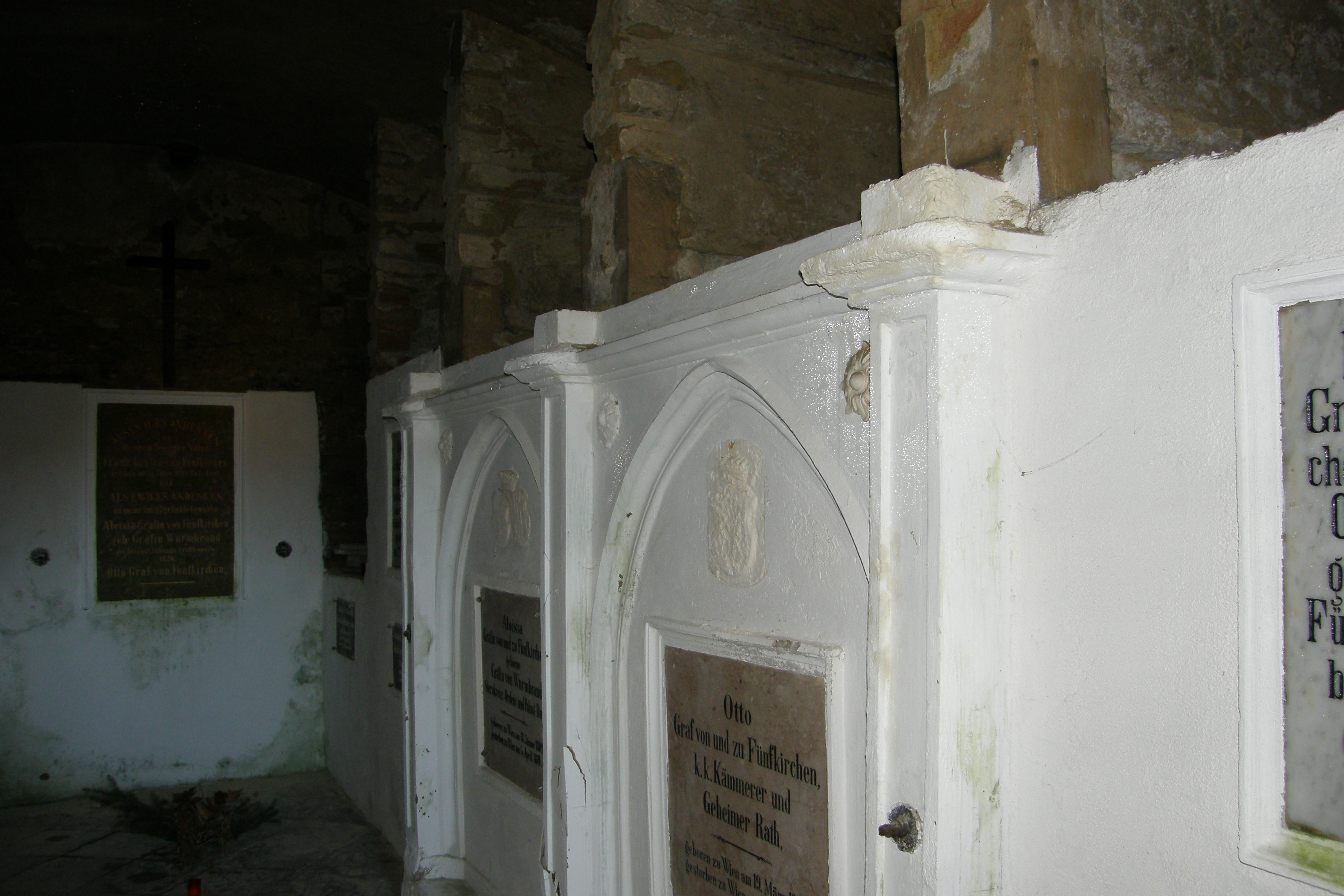
Gruftkapelle, Blick in die Krypta.
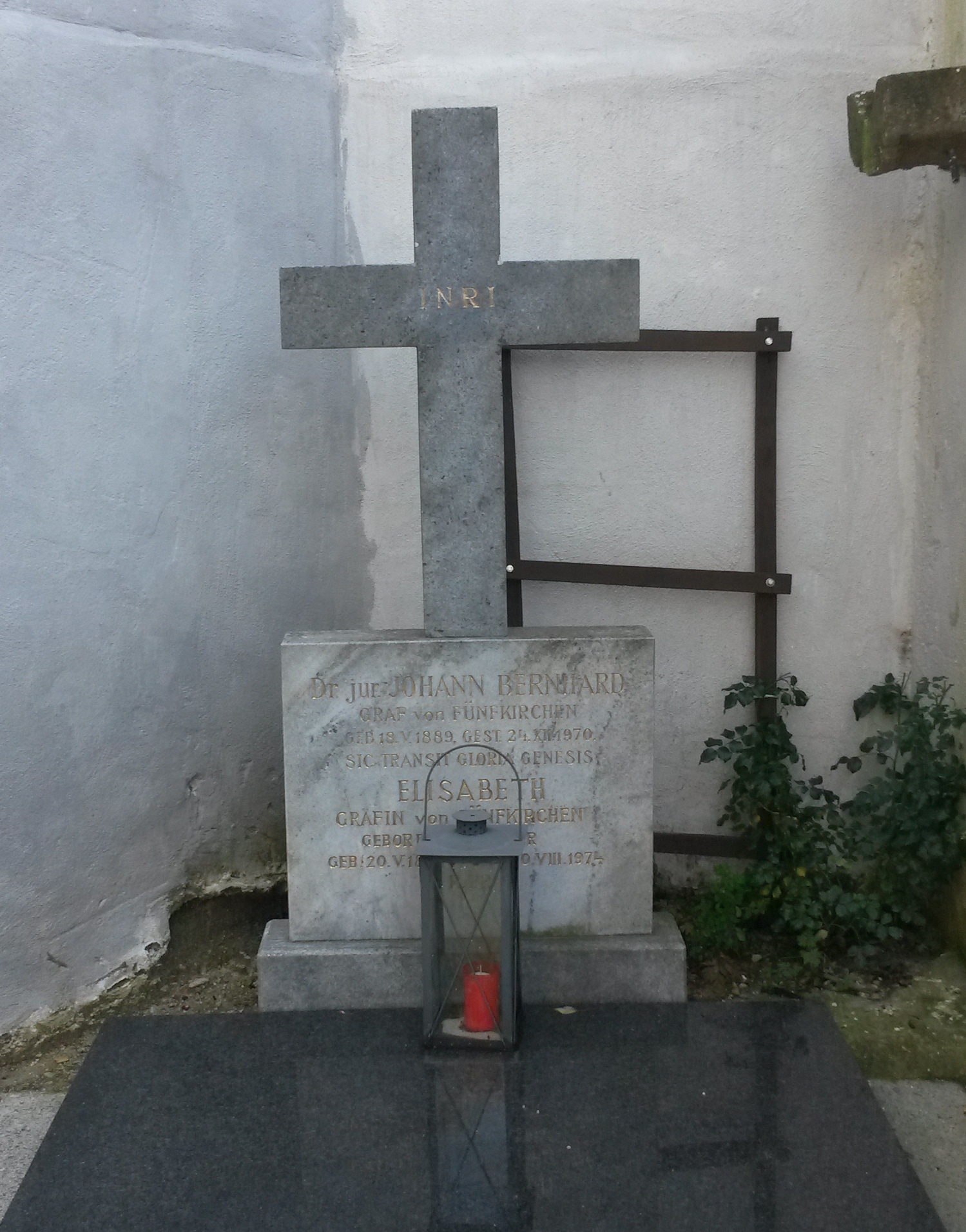
Grabmal von Dr. Hans Fünfkirchen (1889–1970) am Eingang zur Gruftkapelle.

## Wappen
Das gespaltene Stammwappen ist rechts von Silber und Blau geteilt, links Gold ohne Bild. Auf dem Helm mit rechts blau-silbernen und links blau-goldenen Decken zwei Büffelhörner, das rechte gold, das linke von Silber und Blau geteilt.

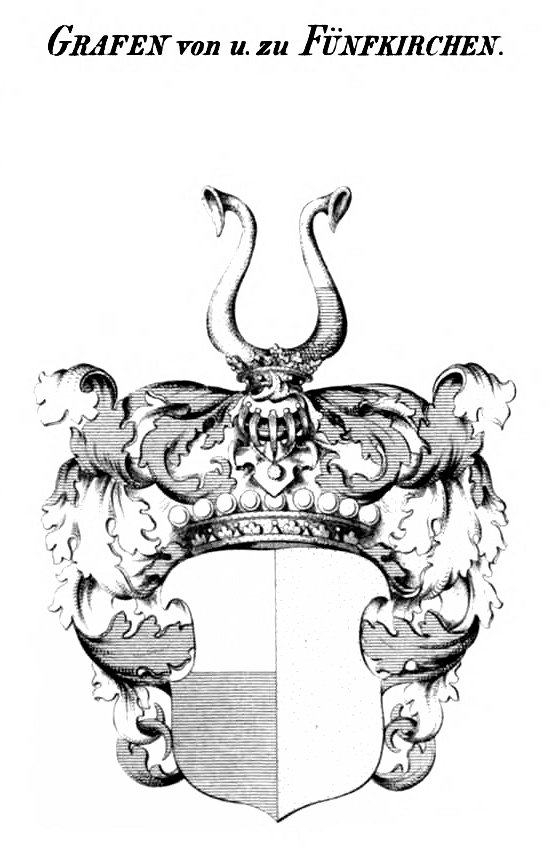
Wappen der Grafen Fünfkirchen
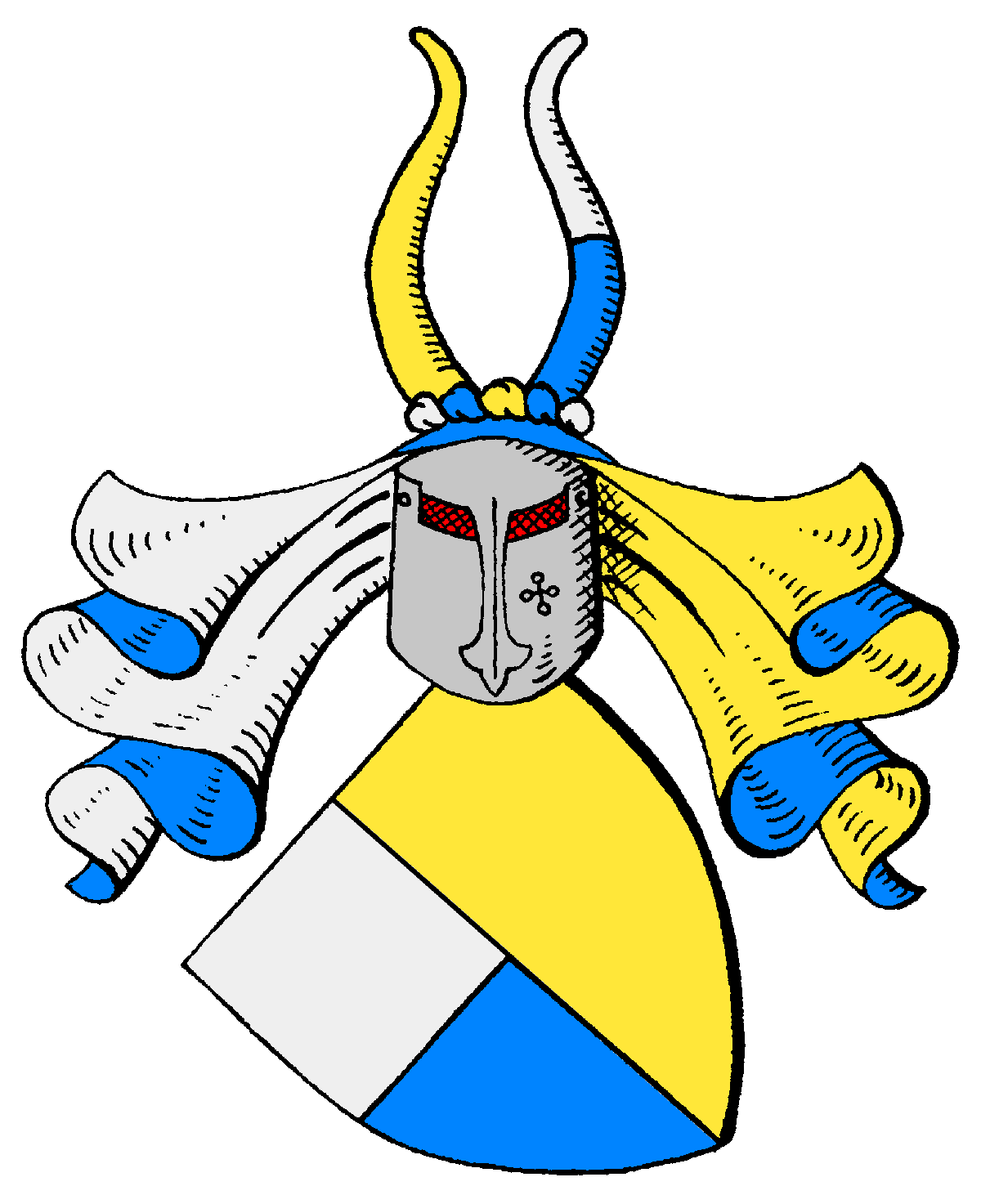
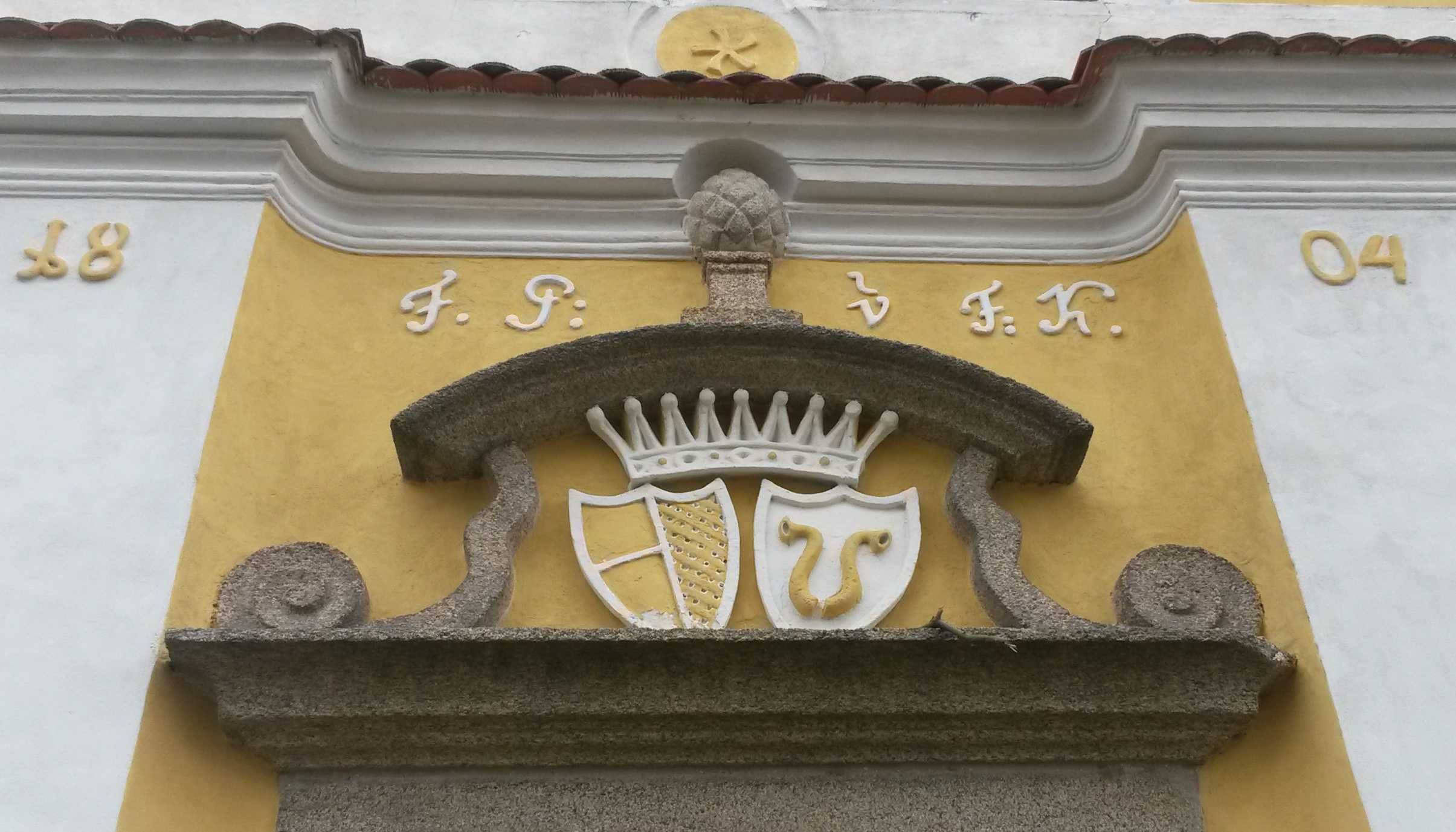
Allianzwappen der Grafen Fünfkirchen und der Chorinsky am Eingang der Pfarrkirche in Chlumetz

## Trivia

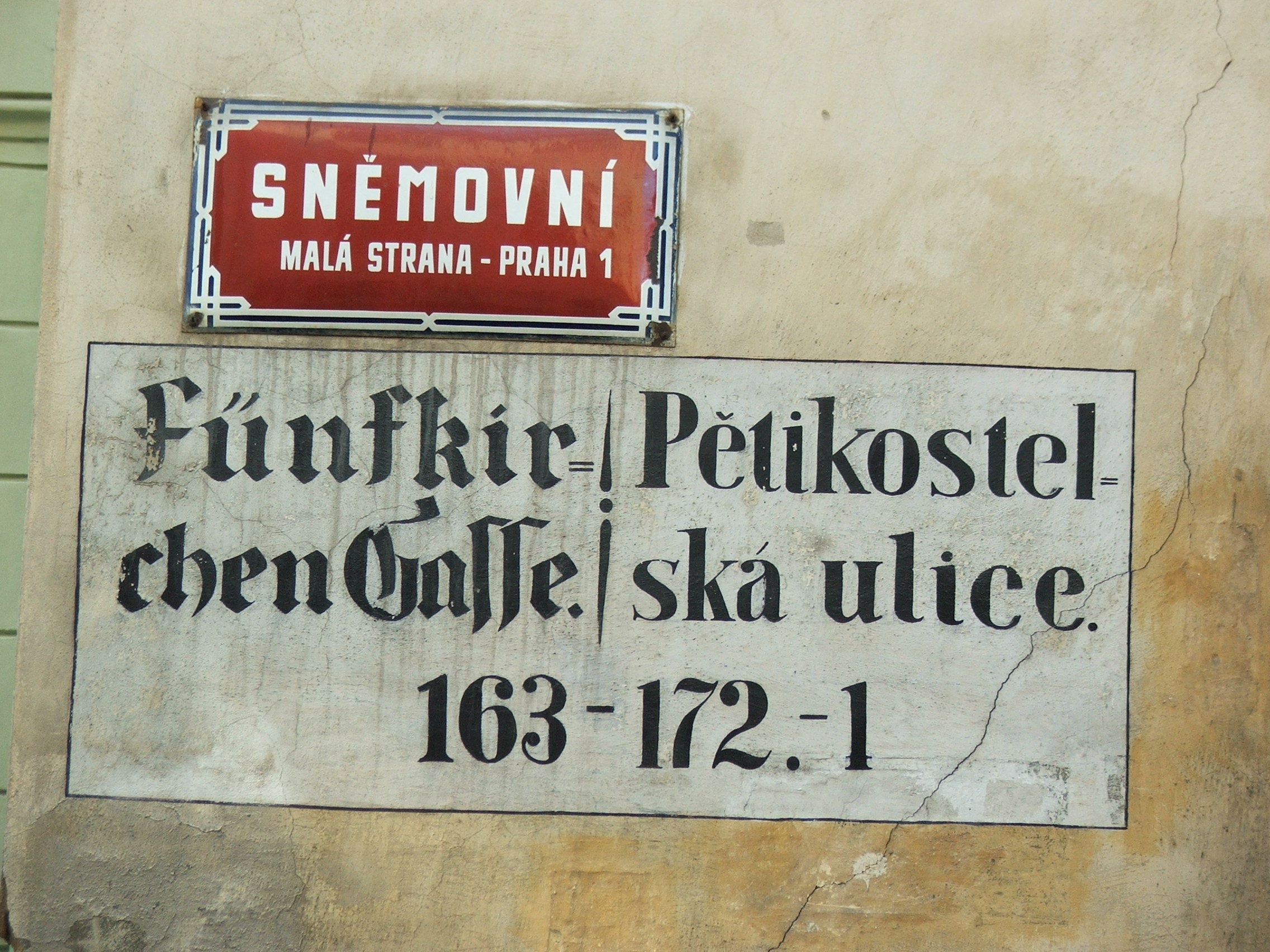
Fünfkirchen Gasse in der Prager Kleinseite

1611 erwarb Johann Bernhard von Fünfkirchen die Hoffmannschen Häuser in der Prager Kleinseite und vereinigte diese zu einem Palais. Nach der Schlacht am Weißen Berg wurde sein Vermögen eingezogen, das Prager Haus ging an die Familie des durch den Prager Fenstersturz bekannt gewordenen Grafen Wilhelm Slavata. Dessen Enkelin Katharina heiratete Johann Ernst von Fünfkirchen, den Enkel des am Fenstersturz beteiligten Johann Bernhard, das Prager Palais kam an die Familie zurück. Später wurde das Palais an die Familie Kolowrat verkauft die dieses mit den Nachbargebäuden abrissen und durch das heute als Thunsches Palais bekannte Gebäude ersetzten. Die schmale Gasse, heute Sněmovní ulice genannt, hieß aber weiterhin Fünfkirchen Gasse. Am Gebäude Sněmovní ulice 172 hat sich der alte Name bis heute erhalten.